# Помпа (Молдова)
Помпа (рум. Pompa) — село у Фалештському районі Молдови. Адміністративний центр однойменної комуни, до складу якої також входять села Пєрвомайск та Суворовка.

## Населення
За даними перепису населення 2004 року у селі проживали 679 осіб.
Національний склад населення села:
| Національність       | Кількість осіб | Відсоток |
| -------------------- | -------------- | -------- |
| українці             | 532            | 78,4%    |
| молдавани            | 122            | 18,0%    |
| росіяни              | 10             | 1,5%     |
| поляки               | 4              | 0,6%     |
| болгари              | 3              | 0,4%     |
| гагаузи              | 2              | 0,3%     |
| євреї                | 1              | 0,1%     |
| інша / без відповіді | 5              | 0,7%     |
| Всього               | 679            | 100%     |